# Uliànovsk
Uliànovsk (en rus Ульяновск), antigament Simbirsk (en rus Симбирск), és una ciutat russa, prop del riu Volga, i a 893 km a l'est de Moscou. És el centre administratiu de l'óblast d'Uliànovsk, i el lloc de naixement de Vladímir Ilitx Uliànov, Lenin, i en honor seu va ser canviat el nom de la ciutat.
El 2009 tenia 603.782 habitants.